# Шиганак (Сарисуський район)
Шигана́к (каз. Шығанақ) — село у складі Сарисуського району Жамбильської області Казахстану. Адміністративний центр Камкалинського сільського округу.
У радянські часи село називалось Чиганак.
Населення — 294 особи (2021; 436 у 2009, 902 у 1999, 1057 у 1989).